# リズ・ハニー
リズ・ハニー（Liz Honey、1984年11月28日 - ）は、ハンガリーの元ポルノ女優。

## 経歴・作品
2003年から2009年頃までの間に約100本の作品に出演していた。
2007年、スイス・チューリッヒで開催されたエクスタシアフェア (Extasia Fair) において、彼女が出演したパロディビデオ『Porn Wars』がヨーロピアン・アダルト・アワードの最優秀ヨーロッパ作品賞を受賞した。
現在は引退している模様である。